# Cladium mariscus
Il falasco o marisco o panicastrella di palude (Cladium mariscus Pohl) è una pianta palustre appartenente alla famiglia delle Cyperaceae.

## Descrizione
La pianta ha un rizoma con stoloni molto ramificati da cui partono gli organi aerei formati dai fusti che raggiungono altezze superiori anche ai 2 metri; le lunghe foglie sono a sezione triangolare e bordo seghettato e tagliente.
I fiori ermafroditi sono riuniti in infiorescenze a pannocchia, la stagione della fioritura è tra maggio e settembre. Il frutto è un achenio (nucula).

## Tassonomia
Sono note 4 sottospecie:
- Cladium mariscus subsp. mariscus (L.) Pohl - ampiamente diffusa in Europa, Nord Africa e Asia
- Cladium mariscus subsp. californicum (S.Watson) Govaerts -  diffusa negli Stati Uniti sud-occidentali (California, Arizona, Nuovo Messico, Nevada, Utah, Texas) e nel Messico settentrionale (Sonora, Coahuila).
- Cladium mariscus subsp. jamaicense (Crantz) Kük. - diffusa negli Stati Uniti sud-orientali, nei Caraibi e in America Latina, dal Messico all'Argentina
- Cladium mariscus subsp. intermedium Kük. - diffusa in Australia e Nuova Caledonia

## Usi
Il falasco per la resistenza delle foglie e del fusto, anche se disseccati, veniva molto usato per impagliare seggiole, intrecciare sporte e stuoie e per costruire capanne.
La pianta è costituita da foglie molto affilate che, se attraversate, possono tagliare come rasoi: per toccarlo o coglierlo senza ferirsi bisogna accarezzarlo o tagliarlo sempre dal basso verso l'alto.